# Milo Kilibarda
Milo Kilibarda, srbski general, * 14. februar 1913, † 15. avgust 1983.

## Življenjepis
Leta 1941 se je pridružil NOVJ in KPJ; bil je poveljnik več enot - med drugim načelnik Generalštaba NOV in PO Slovenije.
Po vojni je končal VVA JLA in bil med drugim poveljnik vojaškega področja, načelnik štaba armade,...